# Pseudelephantopus
 Pseudelephantopus Rohr, 1792 è un genere di piante angiosperme dicotiledoni della famiglia delle Asteraceae.

## Etimologia
Il nome scientifico del genere è stato definito per la prima volta dal botanico Julius Philip Benjamin von Rohr (1737-1793) nella pubblicazione " Skrivter af Naturhistorie-Selskabet. Copenhagen" ( Skr. Naturhist.-Selsk. 2(1). 214) del 1792.

## Descrizione
Le piante di questa sottotribù sono erbacee perenni (talvolta suffruticose). La pubescenza è formata da peli semplici e rigidi. Gli organi interni di queste piante contengono lattoni sesquiterpenici. La parte sotterranea del fusto è un rizoma stolonifero. Altezza massima: 2-6 dm.
Le foglie si presentano sia sotto forma di rosette basali (inizialmente) che di singole foglie disposte in modo alterno lungo il fusto (alla fioritura). La lamina è sessile o picciolata (alata e abbracciante nelle foglie inferiori o basali) con forme da obovate a oblanceolate, spatolate o lineari. Le basi sono cuneate; i margini sono dentati; gli apici variano da ottusi a acuti. La faccia adassiale è punteggiata da ghiandole di resina. 
Le infiorescenze sono formate da gruppi di 1 - 5 capolini raccolti in modo spiciforme. Ogni gruppo è sotteso da 1 - 2 brattee fogliacee dalla forma da lanceolata a spatolata o lineare. I capolini, discoidi e sessili, sono composti da un involucro cilindrico o fusiforme formato da brattee che fanno da protezione al ricettacolo sul quale s'inseriscono i fiori tubulosi. Le brattee sono 8 (4 coppie a disposizione decussata), ossia sono a inserzione opposta e incrociate nella loro disposizione ad angolo retto. La forma delle brattee esterne è ovata, quelle interne sono lanceolate, e tutte sono più o meno cartilaginee. I ricettacoli sono nudi (senza pagliette a protezione della base dei fiori). Diametro dei capolini: 5-10 mm. Diametro degli involucri: 2-3 mm.
I fiori sono pochi (circa 4) e sono tetra-ciclici (ossia sono presenti 4 verticilli: calice – corolla – androceo – gineceo) e pentameri (ogni verticillo ha in genere 5 elementi). I fiori sono inoltre ermafroditi e normalmente sono zigomorfi.
- Formula fiorale:

*/x K {\displaystyle \infty }, [C (5), A (5)], G 2 (infero), achenio
- Calice: i sepali del calice sono ridotti ad una coroncina di squame.
- Corolla: le corolle sono tubolari e terminano con 5 lobi (lanceolato-lineari) con profonde insenature interne; i tubi sono più lunghi delle gole che bruscamente diventano imbutiformi. Il colore è bianco o rosa o porpora.
- Androceo: gli stami sono 5 con filamenti liberi e distinti, mentre le antere sono saldate in un manicotto (o tubo) circondante lo stilo.[12] Le antere hanno la coda con un corto sperone. La parte inferiore delle teche delle antere hanno un collare; la parte apicale è glabra e sottile. Il polline è triporato (con le fessure di germinazione costituite da tre pori)[13] e "lophato"; inoltre è echinato (con punte) e spesso la parte più esterna dell'esina è sollevata a forma di creste e depressioni.
- Gineceo: lo stilo è filiforme e senza nodi rilevanti alla base. La pubescenza è formata da peli a spazzola. Gli stigmi dello stilo sono due.  L'ovario è infero uniloculare formato da 2 carpelli. Gli stigmi hanno la superficie stigmatica interna (vicino alla base).[14]

I frutti sono degli acheni con pappo. Gli acheni hanno una forma prismatica con 8 - 10 coste; contengono rafidi brevemente elongati, idioblasti fra le coste e sono privi di fitomelanina. La superficie è setolosa o irsuta con ghiandole. Il pappo, persistente, è composto da 5 -10 setole/squame con forme da laciniate a aristate; sono inoltre contorte e allargate alla base.

## Biologia
- Impollinazione: l'impollinazione avviene tramite insetti (impollinazione entomogama tramite farfalle diurne e notturne).
- Riproduzione: la fecondazione avviene fondamentalmente tramite l'impollinazione dei fiori (vedi sopra).
- Dispersione: i semi (gli acheni) cadendo a terra sono successivamente dispersi soprattutto da insetti tipo formiche (disseminazione mirmecoria). In questo tipo di piante avviene anche un altro tipo di dispersione: zoocoria. Infatti gli uncini delle brattee dell'involucro si agganciano ai peli degli animali di passaggio disperdendo così anche su lunghe distanze i semi della pianta.

## Distribuzione e habitat
Le specie di questo gruppo si trovano principalmente in America tropicale (in Asia orientale sono introdotte).

## Tassonomia
La famiglia di appartenenza di questa voce (Asteraceae o Compositae, nomen conservandum) probabilmente originaria del Sud America, è la più numerosa del mondo vegetale, comprende oltre 23 000 specie distribuite su 1 535 generi, oppure 22 750 specie e 1 530 generi secondo altre fonti (una delle checklist più aggiornata elenca fino a 1 679 generi). La famiglia attualmente (2021) è divisa in 16 sottofamiglie.

### Filogenesi
Le specie di questo gruppo appartengono alla sottotribù Elephantopinae descritta all'interno della tribù Vernonieae Cass. della sottofamiglia Vernonioideae Lindl.. Questa classificazione è stata ottenuta ultimamente con le analisi del DNA delle varie specie del gruppo. Da un punto di vista filogenetico in base alle ultime analisi sul DNA la tribù Vernonieae è risultata divisa in due grandi cladi: Muovo Mondo e Vecchio Mondo. I generi di Elephantopinae appartengono al subclade relativo all'America tropicale (l'altro subclade americano comprende anche specie del Nord America e del Messico).
I caratteri distintivi per le specie di questo genere sono:
- la corolla è zigomorfa con profonde insenature;
- le foglie in prevalenza sono raccolte in rosette basali;
- le setole del pappo sono contorte;
- il numero cromosomico è 2n = 26.

Il numero cromosomico delle specie di questo genere è: 2n = 26 (e 22). Ma anche 2n = 28?.

### Elenco delle specie
Questo genere ha 2 specie:
- Pseudelephantopus spicatus (Juss. ex Aubl.) C.F.Baker
- Pseudelephantopus spiralis  (Less.) Cronquist

### Sinonimi
Sono elencati alcuni sinonimi per questa entità:
- Chaetospira S.F.Blake
- Distreptus  Cass.
- Matamoria  La Llave
- Spirochaeta  Turcz.